# Скворцов, Сергей Александрович
Серге́й Алекса́ндрович Скворцо́в (1907—1982) — советский специалист в области теплотехники, лауреат двух Сталинских премий и Государственной премии СССР.

## Биография
В 1930 году окончил МЭИ.
В 1931—1941 годах на различных инженерных должностях во Всесоюзном теплотехническом институте, в 1942—1944 годах — в Мосэнерго.
С 1944 года участник атомной программы (ЛИПАН, ИАЭ).
С 1954 года руководитель экспериментальной лаборатории объекта 37 (реактора МР).
С 1959 года научный руководитель строительства Нововоронежской АЭС.
В 1960-е годы начальник сектора, начальник 32-го отдела ИАЭ.
С 1972 года главный научный сотрудник-консультант ИАЭ.
Доктор технических наук (1963), старший научный сотрудник (1948), профессор (1964).

## Награды и премии
- два ордена Трудового Красного Знамени (29.10.1949; 27.3.1954)
- медали
- Сталинская премия второй степени (1949) — за выполнение тепловых расчётов первого атомного реактора (награждён секретным указом в группе разработчиков первой советской ядерной бомбы)
- Сталинская премия второй степени (1953) — за выполнение тепловых расчётов реакторов по производству трития
- Государственная премия СССР (1967) — за разработку, сооружение и освоение НВАЭС

## Работы
- Скворцов С. А. Водо-водяные энергетические реакторы (ВВЭР) в СССР // Атомная энергия. Том 5, вып. 3. — 1958. — С. 245—256.